# Dominic Samuel (calciatore 1º aprile 1994)
Dominic James Samuel (Southwark, 1º aprile 1994) è un calciatore inglese, attaccante dell'Ebbsfleet Utd.

## Carriera

### Club
Cresciuto nel settore giovanile del Reading, ha esordito in prima squadra l'11 dicembre 2012 disputando l'incontro di Premier League perso 3-0 contro il Sunderland.

### Nazionale
Tra il 2011 ed il 2013 ha totalizzato complessivamente tre presenze e due reti con la maglia della nazionale inglese Under-19.

## Statistiche

### Presenze e reti nei club
Statistiche aggiornate al 10 aprile 2022.
| Stagione        | Squadra         | Campionato      | Campionato | Campionato | Coppe nazionali | Coppe nazionali | Coppe nazionali | Coppe continentali | Coppe continentali | Coppe continentali | Altre coppe | Altre coppe | Altre coppe | Totale | Totale |
| Stagione        | Squadra         | Comp            | Pres       | Reti       | Comp            | Pres            | Reti            | Comp               | Pres               | Reti               | Comp        | Pres        | Reti        | Pres   | Reti   |
| --------------- | --------------- | --------------- | ---------- | ---------- | --------------- | --------------- | --------------- | ------------------ | ------------------ | ------------------ | ----------- | ----------- | ----------- | ------ | ------ |
| 2012-gen. 2013  | Reading         | PL              | 1          | 0          | FACup+CdL       | -               | -               |                    | -                  | -                  |             | -           | -           | 1      | 0      |
| gen. 2013       | Colchester Utd  | FL1             | 2          | 0          | FACup+CdL       | -               | -               |                    | -                  | -                  | FLT         | -           | -           | 2      | 0      |
| gen.-feb. 2014  | Dag & Red       | FL2             | 1          | 0          | FACup+CdL       | -               | -               |                    | -                  | -                  | FLT         | -           | -           | 1      | 0      |
| 2014-gen. 2015  | Reading         | FLC             | 0          | 0          | FACup+CdL       | 1+0             | 0               |                    | -                  | -                  |             | -           | -           | 1      | 0      |
| gen.-apr. 2015  | Coventry City   | FL1             | 13         | 6          | FACup+CdL       | -               | -               |                    | -                  | -                  | FLT         | -           | -           | 13     | 6      |
| lug. 2015       | Reading         | FLC             | 1          | 0          | FACup+CdL       | 0+1             | 0               |                    | -                  | -                  |             | -           | -           | 2      | 0      |
| nov. 2015-2016  | Gillingham      | FL1             | 25         | 7          | FACup+CdL       | -               | -               |                    | -                  | -                  | FLT         | -           | -           | 25     | 7      |
| 2016-gen. 2017  | Reading         | FLC             | 9          | 2          | FACup+CdL       | 1+2             | 0               |                    | -                  | -                  |             | -           | -           | 12     | 2      |
| gen.-mag. 2017  | Ipswich Town    | FLC             | 6          | 0          | FACup+CdL       | -               | -               |                    | -                  | -                  |             | -           | -           | 6      | 0      |
| 2017-2018       | Blackburn       | FL1             | 36         | 5          | FACup+CdL       | 2+2             | 2+1             |                    | -                  | -                  | FLT         | 1           | 0           | 41     | 8      |
| 2018-2019       | Blackburn       | FLC             | 2          | 0          | FACup+CdL       | 0+1             | 0               |                    | -                  | -                  |             | -           | -           | 3      | 0      |
| 2019-2020       | Blackburn       | FLC             | 15         | 2          | FACup+CdL       | 0               | 0               |                    | -                  | -                  |             | -           | -           | 15     | 2      |
| 2020-2021       | Gillingham      | FL1             | 22         | 3          | FACup+CdL       | 2+0             | 3+0             |                    | -                  | -                  | FLT         | 2           | 0           | 26     | 6      |
| 2021-2022       | Ross County     | SP              | 24         | 1          | CS+CdL          | 1+2             | 0               |                    | -                  | -                  |             | -           | -           | 27     | 1      |
| Totale carriera | Totale carriera | Totale carriera | 157        | 26         |                 | 15              | 6               |                    | -                  | -                  |             | 3           | 0           | 175    | 32     |